# Olimpiai érmesek listája úszásban (férfiak)
Ez a lap a férfi olimpiai érmesek listája úszásban 1896-tól 2012-ig.

## Éremtáblázat
(A táblázatokban Magyarország és a rendező nemzet sportolói eltérő háttérszínnel, az egyes számoszlopok legmagasabb értéke vagy értékei vastagítással kiemelve.)
| A nyári olimpiai játékok éremtáblázata férfi úszásban | A nyári olimpiai játékok éremtáblázata férfi úszásban | A nyári olimpiai játékok éremtáblázata férfi úszásban | A nyári olimpiai játékok éremtáblázata férfi úszásban | A nyári olimpiai játékok éremtáblázata férfi úszásban | Olimpia  |
| ----------------------------------------------------- | ----------------------------------------------------- | ----------------------------------------------------- | ----------------------------------------------------- | ----------------------------------------------------- | -------- |
|                                                       | Ország                                                | Arany                                                 | Ezüst                                                 | Bronz                                                 | Összesen |
| 1.                                                    | Egyesült Államok (USA)                                | 135                                                   | 96                                                    | 66                                                    | 297      |
| 2.                                                    | Ausztrália (AUS)                                      | 31                                                    | 33                                                    | 36                                                    | 100      |
| 3.                                                    | Japán (JPN)                                           | 16                                                    | 20                                                    | 19                                                    | 55       |
| 4.                                                    | Magyarország (HUN)                                    | 14                                                    | 17                                                    | 13                                                    | 44       |
| 5.                                                    | Szovjetunió (URS)                                     | 9                                                     | 14                                                    | 18                                                    | 41       |
| 6.                                                    | Nagy-Britannia (GBR)                                  | 9                                                     | 13                                                    | 14                                                    | 36       |
| 7.                                                    | Németország (GER)                                     | 9                                                     | 8                                                     | 13                                                    | 30       |
| 8.                                                    | Svédország (SWE)                                      | 8                                                     | 10                                                    | 10                                                    | 28       |
| 9.                                                    | Franciaország (FRA)                                   | 6                                                     | 8                                                     | 13                                                    | 27       |
| 10.                                                   | Kanada (CAN)                                          | 6                                                     | 8                                                     | 12                                                    | 26       |
| 11.                                                   | NDK (GDR)                                             | 6                                                     | 7                                                     | 5                                                     | 18       |
| 12.                                                   | Egyesített Csapat (EUN)                               | 5                                                     | 3                                                     | 0                                                     | 8        |
| 13.                                                   | Oroszország (RUS)                                     | 4                                                     | 5                                                     | 7                                                     | 16       |
| 14.                                                   | Hollandia (NED)                                       | 4                                                     | 2                                                     | 4                                                     | 10       |
| 15.                                                   | NSZK (FRG)                                            | 3                                                     | 4                                                     | 7                                                     | 14       |
| 16.                                                   | Dél-afrikai Unió (RSA)                                | 3                                                     | 3                                                     | 1                                                     | 7        |
| 17.                                                   | Olaszország (ITA)                                     | 3                                                     | 1                                                     | 7                                                     | 11       |
| 18.                                                   | Kína (CHN)                                            | 2                                                     | 2                                                     | 1                                                     | 5        |
| 19.                                                   | Új-Zéland (NZL)                                       | 2                                                     | 1                                                     | 2                                                     | 5        |
| 20.                                                   | Tunézia (TUN)                                         | 2                                                     | 0                                                     | 1                                                     | 3        |
| 21.                                                   | Ausztria (AUT)                                        | 1                                                     | 6                                                     | 3                                                     | 10       |
| 22.                                                   | Brazília (BRA)                                        | 1                                                     | 4                                                     | 8                                                     | 13       |
| 23.                                                   | Görögország (GRE)                                     | 1                                                     | 3                                                     | 3                                                     | 7        |
| 24.                                                   | Ausztrálázsia (ANZ)                                   | 1                                                     | 2                                                     | 3                                                     | 6        |
| 25.                                                   | Belgium (BEL)                                         | 1                                                     | 1                                                     | 1                                                     | 3        |
| 26.                                                   | Dél-Korea (KOR)                                       | 1                                                     | 3                                                     | 0                                                     | 4        |
| 27.                                                   | Spanyolország (ESP)                                   | 1                                                     | 0                                                     | 2                                                     | 3        |
| 28.                                                   | Suriname (SUR)                                        | 1                                                     | 0                                                     | 1                                                     | 2        |
| 29.                                                   | Argentína (ARG)                                       | 1                                                     | 0                                                     | 0                                                     | 1        |
| 29.                                                   | Mexikó (MEX)                                          | 1                                                     | 0                                                     | 0                                                     | 1        |
|                                                       |                                                       |                                                       |                                                       |                                                       |          |
| 31.                                                   | Egyesült Német Csapat (EUA)                           | 0                                                     | 4                                                     | 2                                                     | 6        |
| 32.                                                   | Dánia (DEN)                                           | 0                                                     | 2                                                     | 1                                                     | 3        |
| 33.                                                   | Finnország (FIN)                                      | 0                                                     | 1                                                     | 3                                                     | 4        |
| 34.                                                   | Kuba (CUB)                                            | 0                                                     | 1                                                     | 1                                                     | 2        |
| 34.                                                   | Lengyelország (POL)                                   | 0                                                     | 1                                                     | 1                                                     | 2        |
| 34.                                                   | Ukrajna (UKR)                                         | 0                                                     | 1                                                     | 1                                                     | 2        |
| 37.                                                   | Horvátország (CRO)                                    | 0                                                     | 1                                                     | 0                                                     | 1        |
| 37.                                                   | Norvégia (NOR)                                        | 0                                                     | 1                                                     | 0                                                     | 1        |
| 37.                                                   | Szerbia (SRB)                                         | 0                                                     | 1                                                     | 0                                                     | 1        |
|                                                       |                                                       |                                                       |                                                       |                                                       |          |
| 40.                                                   | Fülöp-szigetek (PHI)                                  | 0                                                     | 0                                                     | 2                                                     | 2        |
| 41.                                                   | Románia (ROU)                                         | 0                                                     | 0                                                     | 1                                                     | 1        |
| 41.                                                   | Svájc (SUI)                                           | 0                                                     | 0                                                     | 1                                                     | 1        |
| 41.                                                   | Trinidad és Tobago (TRI)                              | 0                                                     | 0                                                     | 1                                                     | 1        |
| 41.                                                   | Venezuela (VEN)                                       | 0                                                     | 0                                                     | 1                                                     | 1        |
|                                                       |                                                       |                                                       |                                                       |                                                       |          |
| Összesen                                              | Összesen                                              | 287                                                   | 287                                                   | 285                                                   | 859      |

## Aktuális versenyszámok

### 50 méter gyors
| Olimpia              | Arany                                      | Arany        | Ezüst                                  | Ezüst        | Bronz                                           | Bronz |
| -------------------- | ------------------------------------------ | ------------ | -------------------------------------- | ------------ | ----------------------------------------------- | ----- |
| 1988, Szöul          | Matt Biondi · Egyesült Államok (USA)       | 22,14        | Tom Jager · Egyesült Államok (USA)     | 22,36        | Gennagyij Prigoda · Szovjetunió (URS)           | 22,71 |
| 1992, Barcelona      | Alekszandr Popov · Egyesített Csapat (EUN) | 21,91 OR     | Matt Biondi · Egyesült Államok (USA)   | 22,09        | Tom Jager · Egyesült Államok (USA)              | 22,30 |
| 1996, Atlanta        | Alekszandr Popov · Oroszország (RUS)       | 22,13        | Gary Hall · Egyesült Államok (USA)     | 22,26        | Fernando Scherer · Brazília (BRA)               | 22,29 |
| 2000, Sydney         | Anthony Ervin · Egyesült Államok (USA)     | 21,98        | Nem adták ki                           | Nem adták ki | Pieter van den Hoogenband · Hollandia (NED)     | 22,03 |
| 2000, Sydney         | Gary Hall · Egyesült Államok (USA)         | 21,98        | Nem adták ki                           | Nem adták ki | Pieter van den Hoogenband · Hollandia (NED)     | 22,03 |
| 2004, Athén          | Gary Hall · Egyesült Államok (USA)         | 21,93        | Duje Draganja · Horvátország (CRO)     | 21,94        | Roland Schoeman · Dél-afrikai Köztársaság (RSA) | 22,02 |
| 2008, Peking         | César Cielo Filho · Brazília (BRA)         | 21,30 OR, AM | Amaury Leveaux · Franciaország (FRA)   | 21,45        | Alain Bernard · Franciaország (FRA)             | 21,49 |
| 2012, London         | Florent Manaudou · Franciaország (FRA)     | 21,34        | Cullen Jones · Egyesült Államok (USA)  | 21,54        | César Cielo Filho · Brazília (BRA)              | 21,59 |
| 2016, Rio de Janeiro | Anthony Ervin · Egyesült Államok (USA)     | 21,40        | Florent Manaudou · Franciaország (FRA) | 21,41        | Nathan Adrian · Egyesült Államok (USA)          | 21,49 |
| 2020, Tokió          | Caeleb Dressel · Egyesült Államok (USA)    | 21,07 OR     | Florent Manaudou · Franciaország (FRA) | 21,55        | Bruno Fratus · Brazília (BRA)                   | 21,57 |

### 100 méter gyors
| Olimpia              | Arany                                       | Arany                                | Ezüst                                           | Ezüst                                | Bronz                                                               | Bronz                                |
| -------------------- | ------------------------------------------- | ------------------------------------ | ----------------------------------------------- | ------------------------------------ | ------------------------------------------------------------------- | ------------------------------------ |
| 1896, Athén          | Hajós Alfréd · Magyarország (HUN)           | 1:22,2                               | Otto Herschmann · Ausztria (AUT)                | 1:22,8                               | Nem adták ki                                                        | Nem adták ki                         |
| 1900–1904            | Nem szerepelt az olimpiai programban        | Nem szerepelt az olimpiai programban | Nem szerepelt az olimpiai programban            | Nem szerepelt az olimpiai programban | Nem szerepelt az olimpiai programban                                | Nem szerepelt az olimpiai programban |
| 1908, London         | Charles Daniels · Egyesült Államok (USA)    | 1:05,6                               | Halmay Zoltán · Magyarország (HUN)              | 1:06,2                               | Harald Julin · Svédország (SWE)                                     | 1:08,0                               |
| 1912, Stockholm      | Duke Kahanamoku · Egyesült Államok (USA)    | 1:03,4                               | Cecil Healy · Ausztrálázsia (ANZ)               | 1:04,6                               | Kenneth Huszagh · Egyesült Államok (USA)                            | 1:05,6                               |
| 1920, Antwerpen      | Duke Kahanamoku · Egyesült Államok (USA)    | 1:01,4                               | Pua Kealoha · Egyesült Államok (USA)            | 1:02,6                               | William Harris · Egyesült Államok (USA)                             | 1:03,0                               |
| 1924, Párizs         | Johnny Weissmuller · Egyesült Államok (USA) | 59,0                                 | Duke Kahanamoku · Egyesült Államok (USA)        | 1:01,4                               | Samuel Kahanamoku · Egyesült Államok (USA)                          | 1:01,8                               |
| 1928, Amszterdam     | Johnny Weissmuller · Egyesült Államok (USA) | 58,6                                 | Bárány István · Magyarország (HUN)              | 59,8                                 | Takaisi Kacuo · Japán (JPN)                                         | 1:00,0                               |
| 1932, Los Angeles    | Mijazaki Jaszudzsi · Japán (JPN)            | 58,2                                 | Kavaisi Tacugo · Japán (JPN)                    | 58,6                                 | Albert Schwartz · Egyesült Államok (USA)                            | 58,8                                 |
| 1936, Berlin         | Csik Ferenc · Magyarország (HUN)            | 57,6                                 | Jusza Maszanori · Japán (JPN)                   | 57,9                                 | Arai Sigeo · Japán (JPN)                                            | 58,0                                 |
| 1948, London         | Walter Ris · Egyesült Államok (USA)         | 57,3                                 | Alan Ford · Egyesült Államok (USA)              | 57,8                                 | Kádas Géza · Magyarország (HUN)                                     | 58,1                                 |
| 1952, Helsinki       | Clarke Scholes · Egyesült Államok (USA)     | 57,4                                 | Szuzuki Hirosi · Japán (JPN)                    | 57,4                                 | Göran Larsson · Svédország (SWE)                                    | 58,2                                 |
| 1956, Melbourne      | Jon Henricks · Ausztrália (AUS)             | 55,4                                 | John Devitt · Ausztrália (AUS)                  | 55,8                                 | Gary Chapman · Ausztrália (AUS)                                     | 56,7                                 |
| 1960, Róma           | John Devitt · Ausztrália (AUS)              | 55,2                                 | Lance Larson · Egyesült Államok (USA)           | 55,2                                 | Manuel dos Santos · Brazília (BRA)                                  | 55,4                                 |
| 1964, Tokió          | Don Schollander · Egyesült Államok (USA)    | 53,4 OR                              | Robert McGregor · Nagy-Britannia (GBR)          | 53,5                                 | Hans-Joachim Klein · Egyesült Német Csapat (EUA)                    | 54,0                                 |
| 1968, Mexikóváros    | Michael Wenden · Ausztrália (AUS)           | 52,2 WR                              | Kenneth Walsh · Egyesült Államok (USA)          | 52,8                                 | Mark Spitz · Egyesült Államok (USA)                                 | 53,0                                 |
| 1972, München        | Mark Spitz · Egyesült Államok (USA)         | 51,22 WR                             | Jerry Heidenreich · Egyesült Államok (USA)      | 51,65                                | Vlagyimir Bure · Szovjetunió (URS)                                  | 51,77                                |
| 1976, Montréal       | Jim Montgomery · Egyesült Államok (USA)     | 49,99 WR                             | Jack Babashoff · Egyesült Államok (USA)         | 50,81                                | Peter Nocke · NSZK (FRG)                                            | 51,31                                |
| 1980, Moszkva        | Jörg Woithe · NDK (GDR)                     | 50,40                                | Per Holmertz · Svédország (SWE)                 | 50,91                                | Per Johansson · Svédország (SWE)                                    | 51,29                                |
| 1984, Los Angeles    | Rowdy Gaines · Egyesült Államok (USA)       | 49,80                                | Mark Stockwell · Ausztrália (AUS)               | 50,24                                | Per Johansson · Svédország (SWE)                                    | 50,31                                |
| 1988, Szöul          | Matt Biondi · Egyesült Államok (USA)        | 48,63                                | Chris Jacobs · Egyesült Államok (USA)           | 49,08                                | Stéphan Caron · Franciaország (FRA)                                 | 49,62                                |
| 1992, Barcelona      | Alekszandr Popov · Egyesített Csapat (EUN)  | 49,02                                | Gustavo Borges · Brazília (BRA)                 | 49,43                                | Stéphan Caron · Franciaország (FRA)                                 | 49,50                                |
| 1996, Atlanta        | Alekszandr Popov · Oroszország (RUS)        | 48,74                                | Gary Hall · Egyesült Államok (USA)              | 48,81                                | Gustavo Borges · Brazília (BRA)                                     | 49,02                                |
| 2000, Sydney         | Pieter van den Hoogenband · Hollandia (NED) | 48,30                                | Alekszandr Popov · Oroszország (RUS)            | 48,69                                | Gary Hall · Egyesült Államok (USA)                                  | 48,73                                |
| 2004, Athén          | Pieter van den Hoogenband · Hollandia (NED) | 48,17                                | Roland Schoeman · Dél-afrikai Köztársaság (RSA) | 48,23                                | Ian Thorpe · Ausztrália (AUS)                                       | 48,56                                |
| 2008, Peking         | Alain Bernard · Franciaország (FRA)         | 47,21                                | Eamon Sullivan · Ausztrália (AUS)               | 47,32                                | Jason Lezak · Egyesült Államok (USA)                                | 47,67                                |
| 2008, Peking         | Alain Bernard · Franciaország (FRA)         | 47,21                                | Eamon Sullivan · Ausztrália (AUS)               | 47,32                                | César Cielo Filho · Brazília (BRA)                                  | 47,67                                |
| 2012, London         | Nathan Adrian · Egyesült Államok (USA)      | 47,52                                | James Magnussen · Ausztrália (AUS)              | 47,53                                | Brent Hayden · Kanada (CAN)                                         | 47,80                                |
| 2016, Rio de Janeiro | Kyle Chalmers · Ausztrália (AUS)            | 47,58                                | Pieter Timmers · Belgium (BEL)                  | 47,80                                | Nathan Adrian · Egyesült Államok (USA)                              | 47,85                                |
| 2020, Tokió          | Caeleb Dressel · Egyesült Államok (USA)     | 47,02 OR                             | Kyle Chalmers · Ausztrália (AUS)                | 47,08                                | Kliment Kolesznyikov · Az Orosz Olimpiai Bizottság versenyzői (ROC) | 47,44                                |

### 200 méter gyors
| Olimpia              | Arany                                        | Arany                                | Ezüst                                        | Ezüst                                | Bronz                                     | Bronz                                |
| -------------------- | -------------------------------------------- | ------------------------------------ | -------------------------------------------- | ------------------------------------ | ----------------------------------------- | ------------------------------------ |
| 1900, Párizs         | Frederick Lane · Ausztrália (AUS)            | 2:25,2                               | Halmay Zoltán · Magyarország (HUN)           | 2:31,0                               | Karl Ruberl · Ausztria (AUT)              | 2:32,0                               |
| 1904–1964            | Nem szerepelt az olimpiai programban         | Nem szerepelt az olimpiai programban | Nem szerepelt az olimpiai programban         | Nem szerepelt az olimpiai programban | Nem szerepelt az olimpiai programban      | Nem szerepelt az olimpiai programban |
| 1968, Mexikóváros    | Michael Wenden · Ausztrália (AUS)            | 1:55,2 OR                            | Don Schollander · Egyesült Államok (USA)     | 1:55,8                               | John Nelson · Egyesült Államok (USA)      | 1:58,1                               |
| 1972, München        | Mark Spitz · Egyesült Államok (USA)          | 1:52,78 WR                           | Steve Genter · Egyesült Államok (USA)        | 1:53,73                              | Werner Lampe · NSZK (FRG)                 | 1:53,99                              |
| 1976, Montréal       | Bruce Furniss · Egyesült Államok (USA)       | 1:50,29 WR                           | John Naber · Egyesült Államok (USA)          | 1:50,50                              | Jim Montgomery · Egyesült Államok (USA)   | 1:50,58                              |
| 1980, Moszkva        | Szergej Kopljakov · Szovjetunió (URS)        | 1:49,81                              | Andrej Krilov · Szovjetunió (URS)            | 1:50,76                              | Graeme Brewer · Ausztrália (AUS)          | 1:51,60                              |
| 1984, Los Angeles    | Michael Groß · NSZK (FRG)                    | 1:47,44                              | Michael Heath · Egyesült Államok (USA)       | 1:49,10                              | Thomas Fahrner · NSZK (FRG)               | 1:49,69                              |
| 1988, Szöul          | Duncan Armstrong · Ausztrália (AUS)          | 1:47,25                              | Anders Holmertz · Svédország (SWE)           | 1:47,89                              | Matt Biondi · Egyesült Államok (USA)      | 1:47,99                              |
| 1992, Barcelona      | Jevgenyij Szadovij · Egyesített Csapat (EUN) | 1:46,70 OR                           | Anders Holmertz · Svédország (SWE)           | 1:46,86                              | Antti Kasvio · Finnország (FIN)           | 1:47,63                              |
| 1996, Atlanta        | Danyon Loader · Új-Zéland (NZL)              | 1:47,63                              | Gustavo Borges · Brazília (BRA)              | 1:48,08                              | Daniel Kowalski · Ausztrália (AUS)        | 1:48,25                              |
| 2000, Sydney         | Pieter van den Hoogenband · Hollandia (NED)  | 1:45,35                              | Ian Thorpe · Ausztrália (AUS)                | 1:45,83                              | Massimiliano Rosolino · Olaszország (ITA) | 1:46,65                              |
| 2004, Athén          | Ian Thorpe · Ausztrália (AUS)                | 1:44,71                              | Pieter van den Hoogenband · Hollandia (NED)  | 1:45,23                              | Michael Phelps · Egyesült Államok (USA)   | 1:45,32                              |
| 2008, Peking         | Michael Phelps · Egyesült Államok (USA)      | 1:42,96 WR                           | Pak Thehvan (Park Taehwan) · Dél-Korea (KOR) | 1:44,85 AS                           | Peter Vanderkaay · Egyesült Államok (USA) | 1:45,14                              |
| 2012, London         | Yannick Agnel · Franciaország (FRA)          | 1:43,14                              | Szun Jang (Sun Yang) · Kína (CHN)            | 1:44,93                              | Nem adták ki                              | Nem adták ki                         |
| 2012, London         | Yannick Agnel · Franciaország (FRA)          | 1:43,14                              | Pak Thehvan (Park Taehwan) · Dél-Korea (KOR) | 1:44,93                              | Nem adták ki                              | Nem adták ki                         |
| 2016, Rio de Janeiro | Szun Jang (Sun Yang) · Kína (CHN)            | 1:44,65                              | Chad le Clos · Dél-afrikai Köztársaság (RSA) | 1:45,20                              | Conor Dwyer · Egyesült Államok (USA)      | 1:45,23                              |
| 2020, Tokió          | Thomas Dean · Nagy-Britannia (GBR)           | 1:44,22                              | Duncan Scott · Nagy-Britannia (GBR)          | 1:44,26                              | Fernando Scheffer · Brazília (BRA)        | 1:44,66 SA                           |

### 400 méter gyors
| Olimpia              | Arany                                        | Arany      | Ezüst                                        | Ezüst      | Bronz                                     | Bronz      |
| -------------------- | -------------------------------------------- | ---------- | -------------------------------------------- | ---------- | ----------------------------------------- | ---------- |
| 1908, London         | Henry Taylor · Nagy-Britannia (GBR)          | 5:36,8     | Frank Beaurepaire · Ausztrálázsia (ANZ)      | 5:44,0     | Otto Scheff · Ausztria (AUT)              | 5:46,0     |
| 1912, Stockholm      | George Hodgson · Kanada (CAN)                | 5:24,4     | Jack Hatfield · Nagy-Britannia (GBR)         | 5:25,8     | Harold Hardwick · Ausztrálázsia (ANZ)     | 5:31,2     |
| 1920, Antwerpen      | Norman Ross · Egyesült Államok (USA)         | 5:26,8     | Ludy Langer · Egyesült Államok (USA)         | 5:29,2     | George Vernot · Kanada (CAN)              | 5:29,8     |
| 1924, Párizs         | Johnny Weissmuller · Egyesült Államok (USA)  | 5:04,2     | Arne Borg · Svédország (SWE)                 | 5:05,6     | Andrew Charlton · Ausztrália (AUS)        | 5:06,6     |
| 1928, Amszterdam     | Alberto Zorrilla · Argentína (ARG)           | 5:01,6     | Andrew Charlton · Ausztrália (AUS)           | 5:03,6     | Arne Borg · Svédország (SWE)              | 5:04,6     |
| 1932, Los Angeles    | Buster Crabbe · Egyesült Államok (USA)       | 4:48,4     | Jean Taris · Franciaország (FRA)             | 4:48,5     | Ójokota Cutomu · Japán (JPN)              | 4:52,3     |
| 1936, Berlin         | Jack Medica · Egyesült Államok (USA)         | 4:44,5     | Utó Sunpei · Japán (JPN)                     | 4:45,6     | Makino Sózó · Japán (JPN)                 | 4:48,1     |
| 1948, London         | William Smith · Egyesült Államok (USA)       | 4:41,0     | Jimmy McLane · Egyesült Államok (USA)        | 4:43,4     | John Marshall · Ausztrália (AUS)          | 4:47,7     |
| 1952, Helsinki       | Jean Boiteux · Franciaország (FRA)           | 4:30,7     | Ford Konno · Egyesült Államok (USA)          | 4:31,3     | Per-Olof Östrand · Svédország (SWE)       | 4:35,2     |
| 1956, Melbourne      | Murray Rose · Ausztrália (AUS)               | 4:27,3     | Jamanaka Cujosi · Japán (JPN)                | 4:30,4     | George Breen · Egyesült Államok (USA)     | 4:32,5     |
| 1960, Róma           | Murray Rose · Ausztrália (AUS)               | 4:18,3     | Jamanaka Cujosi · Japán (JPN)                | 4:21,4     | John Konrads · Ausztrália (AUS)           | 4:21,8     |
| 1964, Tokió          | Don Schollander · Egyesült Államok (USA)     | 4:12,2 WR  | Frank Wiegand · Egyesült Német Csapat (EUA)  | 4:14,9     | Allan Wood · Ausztrália (AUS)             | 4:15,1     |
| 1968, Mexikóváros    | Mike Burton · Egyesült Államok (USA)         | 4:09,0 OR  | Ralph Hutton · Kanada (CAN)                  | 4:11,7     | Alain Mosconi · Franciaország (FRA)       | 4:13,3     |
| 1972, München        | Brad Cooper · Ausztrália (AUS)               | 4:00,27 OR | Steve Genter · Egyesült Államok (USA)        | 4:01,94    | Tom McBreen · Egyesült Államok (USA)      | 4:02,64    |
| 1976, Montréal       | Brian Goodell · Egyesült Államok (USA)       | 3:51,93 WR | Timothy Shaw · Egyesült Államok (USA)        | 3:52,54    | Volodimir Raszkatov · Szovjetunió (URS)   | 3:55,76    |
| 1980, Moszkva        | Vlagyimir Szalnyikov · Szovjetunió (URS)     | 3:51,31    | Andrej Krilov · Szovjetunió (URS)            | 3:53,24    | Ivar Stukolkin · Szovjetunió (URS)        | 3:53,95    |
| 1984, Los Angeles    | George DiCarlo · Egyesült Államok (USA)      | 3:51,23    | John Mykkanen · Egyesült Államok (USA)       | 3:51,49    | Justin Lemberg · Ausztrália (AUS)         | 3:51,79    |
| 1988, Szöul          | Uwe Daßler · NDK (GDR)                       | 3:46,95    | Duncan Armstrong · Ausztrália (AUS)          | 3:47,15    | Artur Wojdat · Lengyelország (POL)        | 3:47,34    |
| 1992, Barcelona      | Jevgenyij Szadovij · Egyesített Csapat (EUN) | 3:45,00 WR | Kieren Perkins · Ausztrália (AUS)            | 3:45,16    | Anders Holmertz · Svédország (SWE)        | 3:46,77    |
| 1996, Atlanta        | Danyon Loader · Új-Zéland (NZL)              | 3:47,97    | Paul Palmer · Nagy-Britannia (GBR)           | 3:49,00    | Daniel Kowalski · Ausztrália (AUS)        | 3:49,39    |
| 2000, Sydney         | Ian Thorpe · Ausztrália (AUS)                | 3:40,59    | Massimiliano Rosolino · Olaszország (ITA)    | 3:43,40    | Klete Keller · Egyesült Államok (USA)     | 3:47,00    |
| 2004, Athén          | Ian Thorpe · Ausztrália (AUS)                | 3:43,10    | Grant Hackett · Ausztrália (AUS)             | 3:43,36    | Klete Keller · Egyesült Államok (USA)     | 3:44,11    |
| 2008, Peking         | Pak Thehvan (Park Taehwan) · Dél-Korea (KOR) | 3:41,86 AS | Csang Lin (Zhang Lin) · Kína (CHN)           | 3:42,44 NR | Larsen Jensen · Egyesült Államok (USA)    | 3:42,78 AM |
| 2012, London         | Szun Jang (Sun Yang) · Kína (CHN)            | 3:40,14 OR | Pak Thehvan (Park Taehwan) · Dél-Korea (KOR) | 3:42,06    | Peter Vanderkaay · Egyesült Államok (USA) | 3:44,69    |
| 2016, Rio de Janeiro | Mack Horton · Ausztrália (AUS)               | 3:41,55    | Szun Jang (Sun Yang) · Kína (CHN)            | 3:41,68    | Gabriele Detti · Olaszország (ITA)        | 3:43,49    |
| 2020, Tokió          | Ahmed Hafnávi · Tunézia (TUN)                | 3:43,36    | Jack McLoughlin · Ausztrália (AUS)           | 3:43,52    | Kieran Smith · Egyesült Államok (USA)     | 3:43,94    |

### 800 méter gyors
| Olimpia     | Arany                                 | Arany      | Ezüst                                    | Ezüst   | Bronz                             | Bronz   |
| ----------- | ------------------------------------- | ---------- | ---------------------------------------- | ------- | --------------------------------- | ------- |
| 2020, Tokió | Robert Finke · Egyesült Államok (USA) | 7:41,87 NR | Gregorio Paltrinieri · Olaszország (ITA) | 7:42,11 | Mihajlo Romancsuk · Ukrajna (UKR) | 7:42,33 |

### 1500 méter gyors
| Olimpia              | Arany                                    | Arany       | Ezüst                                   | Ezüst    | Bronz                                     | Bronz    |
| -------------------- | ---------------------------------------- | ----------- | --------------------------------------- | -------- | ----------------------------------------- | -------- |
| 1908, London         | Henry Taylor · Nagy-Britannia (GBR)      | 22:48,4     | Sydney Battersby · Nagy-Britannia (GBR) | 22:51,2  | Frank Beaurepaire · Ausztrálázsia (ANZ)   | 22:56,2  |
| 1912, Stockholm      | George Hodgson · Kanada (CAN)            | 22:00,0     | Jack Hatfield · Nagy-Britannia (GBR)    | 22:39,0  | Harold Hardwick · Ausztrálázsia (ANZ)     | 23:15,4  |
| 1920, Antwerpen      | Norman Ross · Egyesült Államok (USA)     | 22:23,2     | George Vernot · Kanada (CAN)            | 22:36,4  | Frank Beaurepaire · Ausztrália (AUS)      | 23:04,0  |
| 1924, Párizs         | Andrew Charlton · Ausztrália (AUS)       | 20:06,6     | Arne Borg · Svédország (SWE)            | 20:41,4  | Frank Beaurepaire · Ausztrália (AUS)      | 21:48,4  |
| 1928, Amszterdam     | Arne Borg · Svédország (SWE)             | 19:51,8     | Andrew Charlton · Ausztrália (AUS)      | 20:02,6  | Buster Crabbe · Egyesült Államok (USA)    | 20:28,8  |
| 1932, Los Angeles    | Kitamura Kuszuo · Japán (JPN)            | 19:12,4     | Makino Sózó · Japán (JPN)               | 19:14,1  | Jim Cristy · Egyesült Államok (USA)       | 19:39,5  |
| 1936, Berlin         | Terada Noboru · Japán (JPN)              | 19:13,7     | Jack Medica · Egyesült Államok (USA)    | 19:34,0  | Utó Sunpei · Japán (JPN)                  | 19:34,5  |
| 1948, London         | Jimmy McLane · Egyesült Államok (USA)    | 19:18,5     | John Marshall · Ausztrália (AUS)        | 19:31,3  | Mitró György · Magyarország (HUN)         | 19:43,2  |
| 1952, Helsinki       | Ford Konno · Egyesült Államok (USA)      | 18:30,3     | Hasizume Siró · Japán (JPN)             | 18:41,4  | Tetsuo Okamoto · Brazília (BRA)           | 18:51,3  |
| 1956, Melbourne      | Murray Rose · Ausztrália (AUS)           | 17:58,9     | Jamanaka Cujosi · Japán (JPN)           | 18:00,3  | George Breen · Egyesült Államok (USA)     | 18:08,2  |
| 1960, Róma           | John Konrads · Ausztrália (AUS)          | 17:19,6     | Murray Rose · Ausztrália (AUS)          | 17:21,7  | George Breen · Egyesült Államok (USA)     | 17:30,6  |
| 1964, Tokió          | Bob Windle · Ausztrália (AUS)            | 17:01,7 OR  | John Nelson · Egyesült Államok (USA)    | 17:03,0  | Allan Wood · Ausztrália (AUS)             | 17:07,7  |
| 1968, Mexikóváros    | Mike Burton · Egyesült Államok (USA)     | 16:38,9 OR  | John Kinsella · Egyesült Államok (USA)  | 16:57,3  | Greg Brough · Ausztrália (AUS)            | 17:04,7  |
| 1972, München        | Mike Burton · Egyesült Államok (USA)     | 15:52,58 WR | Graham Windeatt · Ausztrália (AUS)      | 15:58,48 | Douglas Northway · Egyesült Államok (USA) | 16:09,25 |
| 1976, Montréal       | Brian Goodell · Egyesült Államok (USA)   | 15:02,40 WR | Robert Hackett · Egyesült Államok (USA) | 15:03,91 | Stephen Holland · Ausztrália (AUS)        | 15:04,66 |
| 1980, Moszkva        | Vlagyimir Szalnyikov · Szovjetunió (URS) | 14:58,27    | Alekszandr Csajev · Szovjetunió (URS)   | 15:14,30 | Max Metzker · Ausztrália (AUS)            | 15:14,49 |
| 1984, Los Angeles    | Mike O’Brien · Egyesült Államok (USA)    | 15:05,20    | George DiCarlo · Egyesült Államok (USA) | 15:10,59 | Stefan Pfeiffer · NSZK (FRG)              | 15:12,11 |
| 1988, Szöul          | Vlagyimir Szalnyikov · Szovjetunió (URS) | 15:00,40    | Stefan Pfeiffer · NSZK (FRG)            | 15:02,69 | Uwe Daßler · NDK (GDR)                    | 15:06,15 |
| 1992, Barcelona      | Kieren Perkins · Ausztrália (AUS)        | 14:43,48 WR | Glen Housman · Ausztrália (AUS)         | 14:55,29 | Jörg Hoffmann · Németország (GER)         | 15:02,29 |
| 1996, Atlanta        | Kieren Perkins · Ausztrália (AUS)        | 14:56,40    | Daniel Kowalski · Ausztrália (AUS)      | 15:02,43 | Graeme Smith · Nagy-Britannia (GBR)       | 15:02,48 |
| 2000, Sydney         | Grant Hackett · Ausztrália (AUS)         | 14:48,33    | Kieren Perkins · Ausztrália (AUS)       | 14:53,59 | Chris Thompson · Egyesült Államok (USA)   | 14:56,81 |
| 2004, Athén          | Grant Hackett · Ausztrália (AUS)         | 14:43,40    | Larsen Jensen · Egyesült Államok (USA)  | 14:45,29 | David Davies · Nagy-Britannia (GBR)       | 14:45,95 |
| 2008, Peking         | Uszáma el-Mellúli · Tunézia (TUN)        | 14:40,84 AF | Grant Hackett · Ausztrália (AUS)        | 14:41,53 | Ryan Cochrane · Kanada (CAN)              | 14:42,69 |
| 2012, London         | Szun Jang (Sun Yang) · Kína (CHN)        | 14:31,02 WR | Ryan Cochrane · Kanada (CAN)            | 14:39,63 | Uszáma el-Mellúli · Tunézia (TUN)         | 14:40,31 |
| 2016, Rio de Janeiro | Gregorio Paltrinieri · Olaszország (ITA) | 14:34,57    | Connor Jaeger · Egyesült Államok (USA)  | 14:39,48 | Gabriele Detti · Olaszország (ITA)        | 14:40,86 |
| 2020, Tokió          | Robert Finke · Egyesült Államok (USA)    | 14:39,65    | Mihajlo Romancsuk · Ukrajna (UKR)       | 14:40,66 | Florian Wellbrock · Németország (GER)     | 14:40,91 |

### 100 méter hát
| Olimpia              | Arany                                                          | Ezüst                                                               | Bronz                                    |
| 1908, London         | Arno Bieberstein · Németország (GER)                           | Ludvig Dam · Dánia (DEN)                                            | Herbert Haresnape · Nagy-Britannia (GBR) |
| 1912, Stockholm      | Harry Hebner · Egyesült Államok (USA)                          | Otto Fahr · Németország (GER)                                       | Paul Kellner · Németország (GER)         |
| 1920, Antwerpen      | Warren Kealoha · Egyesült Államok (USA)                        | Raymond Kegeris · Egyesült Államok (USA)                            | Gérard Blitz · Belgium (BEL)             |
| 1924, Párizs         | Warren Kealoha · Egyesült Államok (USA)                        | Paul Wyatt · Egyesült Államok (USA)                                 | Bartha Károly · Magyarország (HUN)       |
| 1928, Amszterdam     | George Kojac · Egyesült Államok (USA)                          | Walter Laufer · Egyesült Államok (USA)                              | Paul Wyatt · Egyesült Államok (USA)      |
| 1932, Los Angeles    | Masaji Kiyokawa · Japán (JPN)                                  | Toshio Irie · Japán (JPN)                                           | Kentaro Kawatsu · Japán (JPN)            |
| 1936, Berlin         | Adolph Kiefer · Egyesült Államok (USA)                         | Albert van de Weghe · Egyesült Államok (USA)                        | Masaji Kiyokawa · Japán (JPN)            |
| 1948, London         | Allen Stack · Egyesült Államok (USA)                           | Robert Cowell · Egyesült Államok (USA)                              | Georges Vallerey · Franciaország (FRA)   |
| 1952, Helsinki       | Yoshinobu Oyakawa · Egyesült Államok (USA)                     | Gilbert Bozon · Franciaország (FRA)                                 | Jack Taylor · Egyesült Államok (USA)     |
| 1956, Melbourne      | David Theile · Ausztrália (AUS)                                | John Monckton · Ausztrália (AUS)                                    | Frank McKinney · Egyesült Államok (USA)  |
| 1960, Róma           | David Theile · Ausztrália (AUS)                                | Frank McKinney · Egyesült Államok (USA)                             | Robert Bennett · Egyesült Államok (USA)  |
| 1964 Tokió           | Nem szerepelt az olimpiai programban                           | Nem szerepelt az olimpiai programban                                | Nem szerepelt az olimpiai programban     |
| 1968, Mexikóváros    | Roland Matthes · NDK (GDR)                                     | Charles Hickcox · Egyesült Államok (USA)                            | Ronald Mills · Egyesült Államok (USA)    |
| 1972, München        | Roland Matthes · NDK (GDR)                                     | Mike Stamm · Egyesült Államok (USA)                                 | John Murphy · Egyesült Államok (USA)     |
| 1976, Montréal       | John Naber · Egyesült Államok (USA)                            | Peter Rocca · Egyesült Államok (USA)                                | Roland Matthes · NDK (GDR)               |
| 1980, Moszkva        | Bengt Baron · Svédország (SWE)                                 | Viktor Kuznyecov · Szovjetunió (URS)                                | Volodimir Dolhov · Szovjetunió (URS)     |
| 1984, Los Angeles    | Rick Carey · Egyesült Államok (USA)                            | Dave Wilson · Egyesült Államok (USA)                                | Mike West · Kanada (CAN)                 |
| 1988, Szöul          | Szuzuki Daicsi · Japán (JPN)                                   | David Berkoff · Egyesült Államok (USA)                              | Igor Poljanszkij · Szovjetunió (URS)     |
| 1992, Barcelona      | Mark Tewksbury · Kanada (CAN)                                  | Jeff Rouse · Egyesült Államok (USA)                                 | David Berkoff · Egyesült Államok (USA)   |
| 1996, Atlanta        | Jeff Rouse · Egyesült Államok (USA)                            | Rodolfo Falcón · Kuba (CUB)                                         | Neisser Bent · Kuba (CUB)                |
| 2000, Sydney         | Lenny Krayzelburg · Egyesült Államok (USA)                     | Matt Welsh · Ausztrália (AUS)                                       | Stev Theloke · Németország (GER)         |
| 2004, Athén          | Aaron Peirsol · Egyesült Államok (USA)                         | Markus Rogan · Ausztria (AUT)                                       | Morita Tomomi · Japán (JPN)              |
| 2008, Peking         | Aaron Peirsol · Egyesült Államok (USA)                         | Matt Grevers · Egyesült Államok (USA)                               | Arkagyij Vjatcsanyin · Oroszország (RUS) |
| 2008, Peking         | Aaron Peirsol · Egyesült Államok (USA)                         | Matt Grevers · Egyesült Államok (USA)                               | Hayden Stoeckel · Ausztrália (AUS)       |
| 2012, London         | Matt Grevers · Egyesült Államok (USA)                          | Nick Thoman · Egyesült Államok (USA)                                | Irie Rjószuke · Japán (JPN)              |
| 2016, Rio de Janeiro | Ryan Murphy · Egyesült Államok (USA)                           | Hszü Csia-jü · Kína (CHN)                                           | David Plummer · Egyesült Államok (USA)   |
| 2020, Tokió          | Jevgenyij Rilov · Az Orosz Olimpiai Bizottság versenyzői (ROC) | Kliment Kolesznyikov · Az Orosz Olimpiai Bizottság versenyzői (ROC) | Ryan Murphy · Egyesült Államok (USA)     |

### 200 méter hát
| Olimpia              | Arany                                                          | Ezüst                                       | Bronz                                    |
| 1900, Párizs         | Ernst Hoppenberg · Németország (GER)                           | Karl Ruberl · Ausztria (AUT)                | Johannes Drost · Hollandia (NED)         |
| 1904–1960            | Nem szerepelt az olimpiai programban                           | Nem szerepelt az olimpiai programban        | Nem szerepelt az olimpiai programban     |
| 1964, Tokió          | Jed Graef · Egyesült Államok (USA)                             | Gary Dilley · Egyesült Államok (USA)        | Robert Bennett · Egyesült Államok (USA)  |
| 1968, Mexikóváros    | Roland Matthes · NDK (GDR)                                     | Mitchell Ivey · Egyesült Államok (USA)      | Jack Horsley · Egyesült Államok (USA)    |
| 1972, München        | Roland Matthes · NDK (GDR)                                     | Mike Stamm · Egyesült Államok (USA)         | Mitchell Ivey · Egyesült Államok (USA)   |
| 1976, Montréal       | John Naber · Egyesült Államok (USA)                            | Peter Rocca · Egyesült Államok (USA)        | Daniel Harrigan · Egyesült Államok (USA) |
| 1980, Moszkva        | Wladár Sándor · Magyarország (HUN)                             | Verrasztó Zoltán · Magyarország (HUN)       | Mark Kerry · Ausztrália (AUS)            |
| 1984, Los Angeles    | Rick Carey · Egyesült Államok (USA)                            | Frédéric Delcourt · Franciaország (FRA)     | Cameron Henning · Kanada (CAN)           |
| 1988, Szöul          | Igor Poljanszkij · Szovjetunió (URS)                           | Frank Baltrusch · NDK (GDR)                 | Paul Kingsman · Új-Zéland (NZL)          |
| 1992, Barcelona      | Martin López-Zubero · Spanyolország (ESP)                      | Vlagyimir Szelkov · Egyesített Csapat (EUN) | Stefano Battistelli · Olaszország (ITA)  |
| 1996, Atlanta        | Brad Bridgewater · Egyesült Államok (USA)                      | Tripp Schwenk · Egyesült Államok (USA)      | Emanuele Merisi · Olaszország (ITA)      |
| 2000, Sydney         | Lenny Krayzelburg · Egyesült Államok (USA)                     | Aaron Peirsol · Egyesült Államok (USA)      | Matt Welsh · Ausztrália (AUS)            |
| 2004, Athén          | Aaron Peirsol · Egyesült Államok (USA)                         | Markus Rogan · Ausztria (AUT)               | Răzvan Florea · Románia (ROU)            |
| 2008, Peking         | Ryan Lochte · Egyesült Államok (USA)                           | Aaron Peirsol · Egyesült Államok (USA)      | Arkagyij Vjatcsanyin · Oroszország (RUS) |
| 2012, London         | Tyler Clary · Egyesült Államok (USA)                           | Irie Rjószuke · Japán (JPN)                 | Ryan Lochte · Egyesült Államok (USA)     |
| 2016, Rio de Janeiro | Ryan Murphy · Egyesült Államok (USA)                           | Mitch Larkin · Ausztrália (AUS)             | Jevgenyij Rilov · Oroszország (RUS)      |
| 2020, Tokió          | Jevgenyij Rilov · Az Orosz Olimpiai Bizottság versenyzői (ROC) | Ryan Murphy · Egyesült Államok (USA)        | Luke Greenbank · Nagy-Britannia (GBR)    |

### 100 méter mell
| Olimpia              | Arany                                                 | Ezüst                                                 | Bronz                                   |
| 1968, Mexikóváros    | Don McKenzie · Egyesült Államok (USA)                 | Vlagyimir Koszinszkij · Szovjetunió (URS)             | Nyikolaj Pankin · Szovjetunió (URS)     |
| 1972, München        | Tagucsi Nobutaka · Japán (JPN)                        | Tom Bruce · Egyesült Államok (USA)                    | John Hencken · Egyesült Államok (USA)   |
| 1976, Montréal       | John Hencken · Egyesült Államok (USA)                 | David Wilkie · Nagy-Britannia (GBR)                   | Arvidas Juozaitis · Szovjetunió (URS)   |
| 1980, Moszkva        | Duncan Goodhew · Nagy-Britannia (GBR)                 | Arsens Miskarovs · Szovjetunió (URS)                  | Peter Evans · Ausztrália (AUS)          |
| 1984, Los Angeles    | Steve Lundquist · Egyesült Államok (USA)              | Victor Davis · Kanada (CAN)                           | Peter Evans · Ausztrália (AUS)          |
| 1988, Szöul          | Adrian Moorhouse · Nagy-Britannia (GBR)               | Güttler Károly · Magyarország (HUN)                   | Dmitij Volkov · Szovjetunió (URS)       |
| 1992, Barcelona      | Nelson Diebel · Egyesült Államok (USA)                | Rózsa Norbert · Magyarország (HUN)                    | Phil Rogers · Ausztrália (AUS)          |
| 1996, Atlanta        | Frédérik Deburghgraeve · Belgium (BEL)                | Jeremy Linn · Egyesült Államok (USA)                  | Mark Warnecke · Németország (GER)       |
| 2000, Sydney         | Domenico Fioravanti · Olaszország (ITA)               | Ed Moses · Egyesült Államok (USA)                     | Roman Szludnov · Oroszország (RUS)      |
| 2004, Athén          | Kitadzsima Kószuke · Japán (JPN)                      | Brendan Hansen · Egyesült Államok (USA)               | Hugues Duboscq · Franciaország (FRA)    |
| 2008, Peking         | Kitadzsima Kószuke · Japán (JPN)                      | Alexander Dale Oen · Norvégia (NOR)                   | Hugues Duboscq · Franciaország (FRA)    |
| 2012, London         | Cameron van der Burgh · Dél-afrikai Köztársaság (RSA) | Christian Sprenger · Ausztrália (AUS)                 | Brendan Hansen · Egyesült Államok (USA) |
| 2016, Rio de Janeiro | Adam Peaty · Nagy-Britannia (GBR)                     | Cameron van der Burgh · Dél-afrikai Köztársaság (RSA) | Cody Miller · Egyesült Államok (USA)    |
| 2020, Tokió          | Adam Peaty · Nagy-Britannia (GBR)                     | Arno Kamminga · Hollandia (NED)                       | Nicolò Martinenghi · Olaszország (ITA)  |

### 100 méter pillangó
| Olimpia              | Arany                                    | Ezüst                                        | Bronz                                      |
| 1968, Mexikóváros    | Douglas Russell · Egyesült Államok (USA) | Mark Spitz · Egyesült Államok (USA)          | Ross Wales · Egyesült Államok (USA)        |
| 1972, München        | Mark Spitz · Egyesült Államok (USA)      | Bruce Robertson · Kanada (CAN)               | Jerry Heidenreich · Egyesült Államok (USA) |
| 1976, Montréal       | Matt Vogel · Egyesült Államok (USA)      | Joe Bottom · Egyesült Államok (USA)          | Gary Hall · Egyesült Államok (USA)         |
| 1980, Moszkva        | Pär Arvidsson · Svédország (SWE)         | Roger Pyttel · NDK (GDR)                     | David López-Zubero · Spanyolország (ESP)   |
| 1984, Los Angeles    | Michael Groß · NSZK (FRG)                | Pablo Morales · Egyesült Államok (USA)       | Glenn Buchanan · Ausztrália (AUS)          |
| 1988, Szöul          | Anthony Nesty · Suriname (SUR)           | Matt Biondi · Egyesült Államok (USA)         | Andy Jameson · Nagy-Britannia (GBR)        |
| 1992, Barcelona      | Pablo Morales · Egyesült Államok (USA)   | Rafał Szukała · Lengyelország (POL)          | Anthony Nesty · Suriname (SUR)             |
| 1996, Atlanta        | Gyenyisz Pankratov · Oroszország (RUS)   | Scott Miller · Ausztrália (AUS)              | Vlagyiszlav Kulikov · Oroszország (RUS)    |
| 2000, Sydney         | Lars Frölander · Svédország (SWE)        | Michael Klim · Ausztrália (AUS)              | Geoff Huegill · Ausztrália (AUS)           |
| 2004, Athén          | Michael Phelps · Egyesült Államok (USA)  | Ian Crocker · Egyesült Államok (USA)         | Andrij Szergyinov · Ukrajna (UKR)          |
| 2008, Peking         | Michael Phelps · Egyesült Államok (USA)  | Milorad Čavić · Szerbia (SRB)                | Andrew Lauterstein · Ausztrália (AUS)      |
| 2012, London         | Michael Phelps · Egyesült Államok (USA)  | Chad le Clos · Dél-afrikai Köztársaság (RSA) | Nem adták ki                               |
| 2012, London         | Michael Phelps · Egyesült Államok (USA)  | Jevgenyij Korotiskin · Oroszország (RUS)     | Nem adták ki                               |
| 2016, Rio de Janeiro | Joseph Schooling · Szingapúr (SIN)       | Cseh László · Magyarország (HUN)             | Nem adták ki                               |
| 2016, Rio de Janeiro | Joseph Schooling · Szingapúr (SIN)       | Chad le Clos · Dél-afrikai Köztársaság (RSA) | Nem adták ki                               |
| 2016, Rio de Janeiro | Joseph Schooling · Szingapúr (SIN)       | Michael Phelps · Egyesült Államok (USA)      | Nem adták ki                               |
| 2020, Tokió          | Caeleb Dressel · Egyesült Államok (USA)  | Milák Kristóf · Magyarország (HUN)           | Noe Ponti · Svájc (SUI)                    |

### 200 méter pillangó
| Olimpia              | Arany                                        | Ezüst                                   | Bronz                                      |
| 1956, Melbourne      | William Yorzyk · Egyesült Államok (USA)      | Isimoto Takasi · Japán (JPN)            | Tumpek György · Magyarország (HUN)         |
| 1960, Róma           | Michael Troy · Egyesült Államok (USA)        | Neville Hayes · Ausztrália (AUS)        | David Gillanders · Egyesült Államok (USA)  |
| 1964, Tokió          | Kevin Berry · Ausztrália (AUS)               | Carl Robie · Egyesült Államok (USA)     | Frederick Schmidt · Egyesült Államok (USA) |
| 1968, Mexikóváros    | Carl Robie · Egyesült Államok (USA)          | Martyn Woodroffe · Nagy-Britannia (GBR) | John Ferris · Egyesült Államok (USA)       |
| 1972, München        | Mark Spitz · Egyesült Államok (USA)          | Gary Hall · Egyesült Államok (USA)      | Robin Backhaus · Egyesült Államok (USA)    |
| 1976, Montréal       | Mike Bruner · Egyesült Államok (USA)         | Steve Gregg · Egyesült Államok (USA)    | William Forrester · Egyesült Államok (USA) |
| 1980, Moszkva        | Szerhij Feszenko · Szovjetunió (URS)         | Philip Hubble · Nagy-Britannia (GBR)    | Roger Pyttel · NDK (GDR)                   |
| 1984, Los Angeles    | Jon Sieben · Ausztrália (AUS)                | Michael Groß · NSZK (FRG)               | Rafael Vidal · Venezuela (VEN)             |
| 1988, Szöul          | Michael Groß · NSZK (FRG)                    | Benny Nielsen · Dánia (DEN)             | Anthony Mosse · Új-Zéland (NZL)            |
| 1992, Barcelona      | Melvin Stewart · Egyesült Államok (USA)      | Danyon Loader · Új-Zéland (NZL)         | Franck Esposito · Franciaország (FRA)      |
| 1996, Atlanta        | Gyenyisz Pankratov · Oroszország (RUS)       | Tom Malchow · Egyesült Államok (USA)    | Scott Goodman · Ausztrália (AUS)           |
| 2000, Sydney         | Tom Malchow · Egyesült Államok (USA)         | Denisz Szilantyjev · Ukrajna (UKR)      | Justin Norris · Ausztrália (AUS)           |
| 2004, Athén          | Michael Phelps · Egyesült Államok (USA)      | Jamamoto Takasi · Japán (JPN)           | Steve Parry · Nagy-Britannia (GBR)         |
| 2008, Peking         | Michael Phelps · Egyesült Államok (USA)      | Cseh László · Magyarország (HUN)        | Macuda Takesi · Japán (JPN)                |
| 2012, London         | Chad le Clos · Dél-afrikai Köztársaság (RSA) | Michael Phelps · Egyesült Államok (USA) | Macuda Takesi · Japán (JPN)                |
| 2016, Rio de Janeiro | Michael Phelps · Egyesült Államok (USA)      | Szakai Maszato · Japán (JPN)            | Kenderesi Tamás · Magyarország (HUN)       |
| 2020, Tokió          | Milák Kristóf · Magyarország (HUN)           | Honda Tomoru · Japán (JPN)              | Federico Burdisso · Olaszország (ITA)      |

### 200 méter vegyes
| Olimpia           | Arany                                     | Ezüst                                       | Bronz                                    |
| 1968, Mexikóváros | Charles Hickcox · Egyesült Államok (USA)  | Gregory Buckingham · Egyesült Államok (USA) | John Ferris · Egyesült Államok (USA)     |
| 1972, München     | Gunnar Larsson · Svédország (SWE)         | Tim McKee · Egyesült Államok (USA)          | Steve Furniss · Egyesült Államok (USA)   |
| 1976–1980         | Nem szerepelt a programban                | Nem szerepelt a programban                  | Nem szerepelt a programban               |
| 1984, Los Angeles | Alex Baumann · Kanada (CAN)               | Pablo Morales · Egyesült Államok (USA)      | Neil Cochran · Nagy-Britannia (GBR)      |
| 1988, Szöul       | Darnyi Tamás · Magyarország (HUN)         | Patrick Kühl · NDK (GDR)                    | Vadim Jaroscsuk · Szovjetunió (URS)      |
| 1992, Barcelona   | Darnyi Tamás · Magyarország (HUN)         | Greg Burgess · Egyesült Államok (USA)       | Czene Attila · Magyarország (HUN)        |
| 1996, Atlanta     | Czene Attila · Magyarország (HUN)         | Jani Sievinen · Finnország (FIN)            | Curtis Myden · Kanada (CAN)              |
| 2000, Sydney      | Massimiliano Rosolino · Olaszország (ITA) | Tom Dolan · Egyesült Államok (USA)          | Tom Wilkens · Egyesült Államok (USA)     |
| 2004, Athén       | Michael Phelps · Egyesült Államok (USA)   | Ryan Lochte · Egyesült Államok (USA)        | George Bovell · Trinidad és Tobago (TRI) |
| 2008, Peking      | Michael Phelps · Egyesült Államok (USA)   | Cseh László · Magyarország (HUN)            | Ryan Lochte · Egyesült Államok (USA)     |
| 2012, London      | Michael Phelps · Egyesült Államok (USA)   | Ryan Lochte · Egyesült Államok (USA)        | Cseh László · Magyarország (HUN)         |

### 400 méter vegyes
| Olimpia           | Arany                                     | Ezüst                                     | Bronz                                      |
| 1964, Tokió       | Richard Roth · Egyesült Államok (USA)     | Roy Saari · Egyesült Államok (USA)        | Gerhard Hetz · Egyesült Német Csapat (EUA) |
| 1968, Mexikóváros | Charles Hickcox · Egyesült Államok (USA)  | Gary Hall · Egyesült Államok (USA)        | Michael Holthaus · NSZK (FRG)              |
| 1972, München     | Gunnar Larsson · Svédország (SWE)         | Tim McKee · Egyesült Államok (USA)        | Hargitay András · Magyarország (HUN)       |
| 1976, Montréal    | Rod Strachan · Egyesült Államok (USA)     | Tim McKee · Egyesült Államok (USA)        | Andrej Szmirnov · Szovjetunió (URS)        |
| 1980, Moszkva     | Alekszandr Szidorenko · Szovjetunió (URS) | Szergej Feszenko, Sr. · Szovjetunió (URS) | Verrasztó Zoltán · Magyarország (HUN)      |
| 1984, Los Angeles | Alex Baumann · Kanada (CAN)               | Ricardo Prado · Brazília (BRA)            | Rob Woodhouse · Ausztrália (AUS)           |
| 1988, Szöul       | Darnyi Tamás · Magyarország (HUN)         | David Wharton · Egyesült Államok (USA)    | Stefano Battistelli · Olaszország (ITA)    |
| 1992, Barcelona   | Darnyi Tamás · Magyarország (HUN)         | Eric Namesnik · Egyesült Államok (USA)    | Luca Sacchi · Olaszország (ITA)            |
| 1996, Atlanta     | Tom Dolan · Egyesült Államok (USA)        | Eric Namesnik · Egyesült Államok (USA)    | Curtis Myden · Kanada (CAN)                |
| 2000, Sydney      | Tom Dolan · Egyesült Államok (USA)        | Erik Vendt · Egyesült Államok (USA)       | Curtis Myden · Kanada (CAN)                |
| 2004, Athén       | Michael Phelps · Egyesült Államok (USA)   | Erik Vendt · Egyesült Államok (USA)       | Cseh László · Magyarország (HUN)           |
| 2008, Peking      | Michael Phelps · Egyesült Államok (USA)   | Cseh László · Magyarország (HUN)          | Ryan Lochte · Egyesült Államok (USA)       |
| 2012, London      | Ryan Lochte · Egyesült Államok (USA)      | Thiago Pereira · Brazília (BRA)           | Hagino Kószuke · Japán (JPN)               |

### 4 × 100 méter gyorsváltó
| Olimpia           | Arany | Ezüst | Bronz |
| 1964, Tokió       | Egyesült Államok (USA) · Stephen Clark · Michael Austin · Gary Ilman · Don Schollander · Lary Schulhof*                                                    | Egyesült Német Csapat (EUA) · Horst Löffler · Frank Wiegand · Uwe Jacobsen · Hans-Joachim Klein                                                     | Ausztrália (AUS) · David Dickson · Peter Doak · John Ryan · Bob Windle                                                              |
| 1968, Mexikóváros | Egyesült Államok (USA) · Zachary Zorn · Stephen Rerych · Mark Spitz · Kenneth Walsh · William Johnson* · David Johnson* · Michael Wall* · Don Schollander* | Szovjetunió (URS) · Szemjon Belic-Gejman · Viktor Mazanov · Georgij Kulikov · Leonyid Iljicsov · Szergej Guszev*                                    | Ausztrália (AUS) · Greg Rogers · Bob Windle · Robert Cusack · Michael Wenden                                                        |
| 1972, München     | Egyesült Államok (USA) · David Edgar · John Murphy · Jerry Heidenreich · Mark Spitz · David Fairbank* · Gary Conelly*                                      | Szovjetunió (URS) · Vlagyimir Bure · Viktor Mazanov · Viktor Aboimov · Igor Grivennyikov · Georgij Kulikov*                                         | NDK (GDR) · Roland Matthes · Wilfried Hartung · Peter Bruch · Lutz Unger · Udo Poser*                                               |
| 1976–1980         | Nem szerepelt az olimpiai programban | Nem szerepelt az olimpiai programban | Nem szerepelt az olimpiai programban                                                                                                |
| 1984, Los Angeles | Egyesült Államok (USA) · Chris Cavanaugh · Michael Heath · Matt Biondi · Rowdy Gaines                                                                      | Ausztrália (AUS) · Greg Fasala · Neil Brooks · Michael Delany · Mark Stockwell                                                                      | Svédország (SWE) · Thomas Lejdström · Bengt Baron · Mikael Örn · Per Johansson                                                      |
| 1988, Szöul       | Egyesült Államok (USA) · Chris Jacobs · Troy Dalbey · Tom Jager · Matt Biondi · Doug Gjertsen* · Brent Lang* · Shaun Jordan*                               | Szovjetunió (URS) · Gennagyij Prigoda · Iurie Başcatov · Nyikolaj Jevszejev · Volodimir Tkacsenko · Raimundas Mažuolis* · Olekszij Boriszlavszkij*  | NDK (GDR) · Dirk Richter · Thomas Flemming · Lars Hinneburg · Steffen Zesner                                                        |
| 1992, Barcelona   | Egyesült Államok (USA) · Joe Hudepohl · Matt Biondi · Tom Jager · Jon Olsen · Shaun Jordan · Joel Thomas                                                   | Egyesített Csapat (EUN) · Pavlo Hnikin · Gennagyij Prigoda · Iurie Başcatov · Alekszandr Popov · Vlagyimir Pisnyenko · Venyiamin Tajanovics         | Németország (GER) · Christian Tröger · Dirk Richter · Steffen Zesner · Mark Pinger · Andreas Szigat · Bengt Zikarsky                |
| 1996, Atlanta     | Egyesült Államok (USA) · Jon Olsen · Josh Davis · Bradley Schumacher · Gary Hall · David Fox · Scott Tucker                                                | Oroszország (RUS) · Vlagyimir Pishnenko · Alekszandr Popov · Roman Jegorov · Vladimir Predkin · Denis Pimankov                                      | Németország (GER) · Mark Pinger · Björn Zikarsky · Christian Tröger · Bengt Zikarsky · Alexander Lüderitz                           |
| 2000, Sydney      | Ausztrália (AUS) · Michael Klim · Chris Fydler · Ashley Callus · Ian Thorpe · Todd Pearson · Adam Pine                                                     | Egyesült Államok (USA) · Anthony Ervin · Neil Walker · Jason Lezak · Gary Hall · Scott Tucker · Josh Davis                                          | Brazília (BRA) · Fernando Scherer · Gustavo Borges · Carlos Jayme · Edvaldo Valério                                                 |
| 2004, Athén       | Dél-afrikai Köztársaság (RSA) · Roland Schoeman · Lyndon Ferns · Darian Townsend · Ryk Neethling                                                           | Hollandia (NED) · Johan Kenkhuis · Mitja Zastrow · Klaas-Erik Zwering · Pieter van den Hoogenband · Mark Veens                                      | Egyesült Államok (USA) · Ian Crocker · Michael Phelps · Neil Walker · Jason Lezak · Gabe Woodward · Nate Dusing · Gary Hall         |
| 2008, Peking      | Egyesült Államok (USA) · Michael Phelps · Garrett Weber-Gale · Cullen Jones · Jason Lezak · Nathan Adrian · Benjamin Wildman-Tobriner · Matt Grevers       | Franciaország (FRA) · Amaury Leveaux · Fabien Gilot · Frédérick Bousquet · Alain Bernard · Grégory Mallet · Boris Steimetz                          | Ausztrália (AUS) · Eamon Sullivan · Andrew Lauterstein · Ashley Callus · Matt Targett · Leith Brodie · Patrick Murphy               |
| 2012, London      | Franciaország (FRA) · Amaury Leveaux · Fabien Gilot · Clement Lefert · Yannick Agnel · Alain Bernard* · Jérémy Stravius*                                   | Egyesült Államok (USA) · Nathan Adrian · Michael Phelps · Cullen Jones · Ryan Lochte · Jimmy Feigen* · Matt Grevers* · Ricky Berens* · Jason Lezak* | Oroszország (RUS) · Andrej Grecsin · Nyikita Lobincev · Vlagyimir Morozov · Danyila Izotov · Szergej Feszikov* · Jevgenyij Lagunov* |

### 4 × 200 méter gyorsváltó
| Olimpia              | Arany | Arany      | Ezüst | Ezüst      | Bronz | Bronz   |
| -------------------- | --- | ---------- | --- | ---------- | --- | ------- |
| 1908, London         | Nagy-Britannia (GBR) · John Derbyshire · Paul Radmilovic · William Foster · Henry Taylor                                                                  | 10:55,6    | Magyarország (HUN) · Munk József · Zachár Imre · Las Torres Béla · Halmay Zoltán                                                                                 | 10:59,0    | Egyesült Államok (USA) · Harry Hebner · Leo Goodwin · Charles Daniels · Leslie Rich                                                                        | 11:02,8 |
| 1912, Stockholm      | Ausztrálázsia (ANZ) · Cecil Healy · Malcolm Champion · Leslie Boardman · Harold Hardwick                                                                  | 10:11,6    | Egyesült Államok (USA) · Kenneth Huszagh · Harry Hebner · Perry McGillivray · Duke Kahanamoku                                                                    | 10:20,2    | Nagy-Britannia (GBR) · William Foster · Sydney Battersby · Jack Hatfield · Henry Taylor                                                                    | 10:28,2 |
| 1920, Antwerpen      | Egyesült Államok (USA) · Perry McGillivray · Pua Kealoha · Norman Ross · Duke Kahanamoku                                                                  | 10:04,4    | Ausztrália (AUS) · Henry Hay · William Herald · Ivan Stedman · Frank Beaurepaire · Keith Kirkland*                                                               | 10:25,4    | Nagy-Britannia (GBR) · Leslie Savage · Percy Peter · Henry Taylor · Harold Annison                                                                         | 10:37,2 |
| 1924, Párizs         | Egyesült Államok (USA) · Ralph Breyer · Harry Glancy · Wally O’Connor · Johnny Weissmuller · Dick Howell*                                                 | 9:53,4     | Ausztrália (AUS) · Andrew Charlton · Moss Christie · Frank Beaurepaire · Ernest Henry · Ivan Stedman*                                                            | 10:02,2    | Svédország (SWE) · Arne Borg · Åke Borg · Orvar Trolle · Georg Werner · Thor Henning* · Gösta Persson*                                                     | 10:06,8 |
| 1928, Amszterdam     | Egyesült Államok (USA) · Austin Clapp · Walter Laufer · George Kojac · Johnny Weissmuller · Paul Samson* · David Young*                                   | 9:36,2     | Japán (JPN) · Jonejama Hirosi · Arai Nobuo · Szada Tokuhei · Takaisi Kacuo · Noda Kazuo*                                                                         | 9:41,4     | Kanada (CAN) · Munroe Bourne · James Thompson · Garnet Ault · Walter Spence                                                                                | 9:47,8  |
| 1932, Los Angeles    | Japán (JPN) · Mijazaki Jaszudzsi · Jusza Maszanori · Jokojama Takasi · Tojoda Hiszakicsi                                                                  | 8:58,4     | Egyesült Államok (USA) · Frank Booth · George Fissler · Maiola Kalili · Manuella Kalili                                                                          | 9:10,5     | Magyarország (HUN) · Wanié András · Szabados László · Székely András · Bárány István                                                                       | 9:31,4  |
| 1936, Berlin         | Japán (JPN) · Jusza Maszanori · Szugiura Sigeo · Tagucsi Maszaharu · Arai Sigeo                                                                           | 8:51,5     | Egyesült Államok (USA) · Ralph Flanagan · John Macionis · Paul Wolf · Jack Medica · Ralph Gilman* · Charles Hutter*                                              | 9:03,0     | Magyarország (HUN) · Lengyel Árpád · Abay Nemes Oszkár · Gróf Ödön · Csik Ferenc                                                                           | 9:12,3  |
| 1948, London         | Egyesült Államok (USA) · Walter Ris · Jimmy McLane · Wally Wolf · William Smith · Bob Gibe* · William Dudley* · Edwin Gilbert* · Eugene Rogers*           | 8:46,0     | Magyarország (HUN) · Szathmáry Elemér · Mitró György · Nyéki Imre · Kádas Géza                                                                                   | 8:48,4     | Franciaország (FRA) · Joseph Bernardo · René Cornu · Henri Padou · Alexandre Jany                                                                          | 9:08,0  |
| 1952, Helsinki       | Egyesült Államok (USA) · Wayne Moore · Bill Woolsey · Ford Konno · Jimmy McLane · Wally Wolf* · Don Sheff* · Frank Dooley* · Burwell Jones*               | 8:31,1     | Japán (JPN) · Szuzuki Hirosi · Hamagucsi Josihiro · Gotó Tóru · Tanikava Teidzsiró                                                                               | 8:33,5     | Franciaország (FRA) · Joseph Bernardo · Aldo Eminente · Alexandre Jany · Jean Boiteux                                                                      | 8:45,9  |
| 1956, Melbourne      | Ausztrália (AUS) · Kevin O’Halloran · John Devitt · Murray Rose · Jon Henricks · Gary Chapman* · Graham Hamilton* · Murray Garretty*                      | 8:23,6     | Egyesült Államok (USA) · Dick Hanley · George Breen · Bill Woolsey · Ford Konno · Tim Jecko* · Sonny Tanabe*                                                     | 8:31,5     | Szovjetunió (URS) · Vitalij Szorokin · Vlagyimir Sztruzsanov · Gennagyij Nyikolajev · Borisz Nyikityin                                                     | 8:34,7  |
| 1960, Róma           | Egyesült Államok (USA) · George Harrison · Richard Blick · Michael Troy · Jeffrey Farrell · William Darnton* · Tom Winters* · Steve Clark*                | 8:10,2     | Japán (JPN) · Fukui Makoto · Isii Hirosi · Jamanaka Cujosi · Fudzsimoto Tacuo                                                                                    | 8:13,2     | Ausztrália (AUS) · David Dickson · John Devitt · Murray Rose · John Konrads · John Rigby* · Allan Wood*                                                    | 8:13,8  |
| 1964, Tokió          | Egyesült Államok (USA) · Steve Clark · Roy Saari · Gary Ilman · Don Schollander · William Mettler* · David Lyons* · Michael Wall* · Edward Townsend*      | 7:52,1 WR  | Egyesült Német Csapat (EUA) · Horst-Günter Gregor · Gerhard Hetz · Frank Wiegand · Hans-Joachim Klein                                                            | 7:59,3     | Japán (JPN) · Fukui Makoto · Ivaszaki Kunihiro · Sódzsi Tosio · Okabe Jukiaki · Jamanaka Cujosi*                                                           | 8:03,8  |
| 1968, Mexikóváros    | Egyesült Államok (USA) · John Nelson · Stephen Rerych · Mark Spitz · Don Schollander · William Johnson* · David Johnson* · Andrew Strenk* · Michael Wall* | 7:52,3     | Ausztrália (AUS) · Greg Rogers · Graham White · Bob Windle · Michael Wenden                                                                                      | 7:53,7     | Szovjetunió (URS) · Vlagyimir Bure · Szemjon Belic-Gejman · Georgijs Kuļikovs · Leonyid Iljicsov                                                           | 8:01,6  |
| 1972, München        | Egyesült Államok (USA) · John Kinsella · Fred Tyler · Steve Genter · Mark Spitz · Gary Conelly* · Tom McBreen* · Mike Burton*                             | 7:35,78 WR | NSZK (FRG) · Klaus Steinbach · Werner Lampe · Hans-Günther Vosseler · Hans Faßnacht · Gerhard Schiller* · Folkert Meeuw*                                         | 7:41,69    | Szovjetunió (URS) · Igor Grivennyikov · Viktor Mazanov · Georgijs Kuļikovs · Vlagyimir Bure · Viktor Aboimov* · Alekszandr Szamszonov*                     | 7:45,76 |
| 1976, Montréal       | Egyesült Államok (USA) · Mike Bruner · Bruce Furniss · John Naber · Jim Montgomery · Douglas Northway* · Timothy Shaw*                                    | 7:23,22 WR | Szovjetunió (URS) · Volodimir Raszkatov · Andrej Bogdanov · Szergej Kopljakov · Andrej Krilov · Andrej Szmirnov* · Vlagyimir Mihejev*                            | 7:27,97    | Nagy-Britannia (GBR) · Alan McClatchey · David Dunne · Gordon Downie · Brian Brinkley                                                                      | 7:32,11 |
| 1980, Moszkva        | Szovjetunió (URS) · Szergej Kopljakov · Vlagyimir Szalnyikov · Ivar Stukolkin · Andrej Krilov · Szergej Ruszin* · Szerhij Kraszjuk* · Jurij Priszekin*    | 7:23,50    | NDK (GDR) · Frank Pfütze · Jörg Woithe · Detlev Grabs · Rainer Strohbach · Frank Kühne*                                                                          | 7:28,60    | Brazília (BRA) · Jorge Fernandes · Marcus Mattioli · Cyro Delgado · Djan Madruga                                                                           | 7:29,30 |
| 1984, Los Angeles    | Egyesült Államok (USA) · Michael Heath · David Larson · Jeff Float · Bruce Hayes · Geoff Gaberino* · Rich Saeger*                                         | 7:15,69    | NSZK (FRG) · Thomas Fahrner · Dirk Korthals · Alexander Schowtka · Michael Groß · Rainer Henkel*                                                                 | 7:15,73    | Nagy-Britannia (GBR) · Neil Cochran · Paul Easter · Paul Howe · Andrew Astbury                                                                             | 7:24,78 |
| 1988, Szöul          | Egyesült Államok (USA) · Troy Dalbey · Matt Cetlinski · Doug Gjertsen · Matt Biondi · Craig Oppel* · Dan Jorgensen*                                       | 7:12,51    | NDK (GDR) · Uwe Daßler · Sven Lodziewski · Thomas Flemming · Steffen Zesner · Lars Hinneburg*                                                                    | 7:13,68    | NSZK (FRG) · Erik Hochstein · Thomas Fahrner · Rainer Henkel · Michael Groß · Peter Sitt* · Stefan Pfeiffer*                                               | 7:14,35 |
| 1992, Barcelona      | Egyesített Csapat (EUN) · Dmitrij Lepikov · Vlagyimir Pisnyenko · Venyiamin Tajanovics · Jevgenyij Szadovij · Alekszej Kudrjavcev* · Jurij Muhin*         | 7:11,95 WR | Svédország (SWE) · Christer Wallin · Anders Holmertz · Tommy Werner · Lars Frölander                                                                             | 7:15,51    | Egyesült Államok (USA) · Joe Hudepohl · Melvin Stewart · Jon Olsen · Doug Gjertsen · Scott Jaffe* · Dan Jorgensen*                                         | 7:16,23 |
| 1996, Atlanta        | Egyesült Államok (USA) · Josh Davis · Joe Hudepohl · Brad Schumacher · Ryan Berube · Jon Olsen*                                                           | 7:14,84    | Svédország (SWE) · Christer Wallin · Anders Holmertz · Lars Frölander · Anders Lyrbring                                                                          | 7:17,56    | Németország (GER) · Aimo Heilmann · Christian Keller · Christian Tröger · Steffen Zesner · Konstantin Dubrovin* · Oliver Lampe*                            | 7:17,71 |
| 2000, Sydney         | Ausztrália (AUS) · Ian Thorpe · Michael Klim · Todd Pearson · Bill Kirby · Grant Hackett* · Daniel Kowalski*                                              | 7:07,05    | Egyesült Államok (USA) · Scott Goldblatt · Josh Davis · Jamie Rauch · Klete Keller · Chad Carvin* · Nate Dusing*                                                 | 7:12,64    | Hollandia (NED) · Martijn Zuijdweg · Johan Kenkhuis · Marcel Wouda · Pieter van den Hoogenband · Mark van der Zijden*                                      | 7:12,70 |
| 2004, Athén          | Egyesült Államok (USA) · Michael Phelps · Ryan Lochte · Peter Vanderkaay · Klete Keller · Scott Goldblatt* · Dan Ketchum*                                 | 7:07,33    | Ausztrália (AUS) · Grant Hackett · Michael Klim · Nicholas Sprenger · Ian Thorpe · Todd Pearson* · Antony Matkovich* · Craig Stevens*                            | 7:07,46    | Olaszország (ITA) · Emiliano Brembilla · Massimiliano Rosolino · Simone Cercato · Filippo Magnini · Matteo Pelliciari* · Federico Cappellazzo*             | 7:11,83 |
| 2008, Peking         | Egyesült Államok (USA) · Michael Phelps · Ryan Lochte · Ricky Berens · Peter Vanderkaay · David Walters* · Erik Vendt* · Klete Keller*                    | 6:58,56 WR | Oroszország (RUS) · Nyikita Lobincev · Jevgenyij Lagunov · Danyila Izotov · Alekszandr Szuhorukov · Mihail Poliscsuk*                                            | 7:03,70 ER | Ausztrália (AUS) · Patrick Murphy · Grant Hackett · Grant Brits · Nick Ffrost · Kirk Palmer* · Leith Brodie*                                               | 7:04,98 |
| 2012, London         | Egyesült Államok (USA) · Ryan Lochte · Conor Dwyer · Ricky Berens · Michael Phelps · Charlie Houchin* · Matt McLean* · Davis Tarwater*                    | 6:59,70    | Franciaország (FRA) · Amaury Leveaux · Grégory Mallet · Clément Lefert · Yannick Agnel · Jérémy Stravius*                                                        | 7:02,77    | Kína (CHN) · Hao Jün (Hao Yun) · Li Jün-csi (Li Yunqi) · Csiang Haj-csi (Jiang Haiqi) · Szun Jang (Sun Yang) · Lü Cse-vu (Lü Zhiwu)* · Taj Csün (Dai Jun)* | 7:06,30 |
| 2016, Rio de Janeiro | Egyesült Államok (USA) · Conor Dwyer · Townley Haas · Ryan Lochte · Michael Phelps · Clark Smith* · Jack Conger* · Gunnar Bentz*                          | 7:00,66    | Nagy-Britannia (GBR) · Stephen Milne · Duncan Scott · Dan Wallace · James Guy · Robert Renwick*                                                                  | 7:03,13    | Japán (JPN) · Hagino Kószuke · Ehara Naito · Kobori Júki · Macuda Takesi                                                                                   | 7:03,50 |
| 2020, Tokió          | Nagy-Britannia (GBR) · Thomas Dean · James Guy · Matthew Richards · Duncan Scott · Calum Jarvis*                                                          | 6:58,58 ER | Az Orosz Olimpiai Bizottság versenyzői (ROC) · Martyin Maljutyin · Ivan Girjov · Jevgenyij Rilov · Mihail Dovgaljuk · Alekszandr Krasznih* · Mihail Vekoviscsev* | 7:01,81    | Ausztrália (AUS) · Alexander Graham · Kyle Chalmers · Zac Incerti · Thomas Neill · Mack Horton* · Elijah Winnington*                                       | 7:01,84 |

* – Az illető versenyző csak az előfutamban vett részt. 1980-ig bezárólag a csak az előfutamban indult váltótagok nem kaptak érmet, 1984-től kezdve azonban ők is olimpiai érmes versenyzők.

### 4 × 100 méter vegyes váltó
| Olimpia           | Arany | Ezüst | Bronz |
| 1960, Róma        | Egyesült Államok (USA) · Frank McKinney · Paul Hait · Lance Larson · Jeffrey Farrell · Robert Bennett* · Steve Clark* · David Gillanders*                        | Ausztrália (AUS) · David Theile · Terry Gathercole · Neville Hayes · Geoff Shipton · Kevin Berry* · William Burton* · Julian Carroll*                           | Japán (JPN) · Tomita Kazuo · Hirakida Kóicsi · Ószaki Josihiko · Simizu Keigo · Isihara Kacuki* · Vatanabe Kazuo*                                                               |
| 1964, Tokió       | Egyesült Államok (USA) · Thompson Mann · Bill Craig · Frederick Schmidt · Steve Clark · Richard McGeagh* · Virgil Luken* · Walter Richardson* · Robert Bennett*  | Egyesült Német Csapat (EUA) · Ernst-Joachim Küppers · Egon Henninger · Horst-Günther Gregor · Hans-Joachim Klein                                                | Ausztrália (AUS) · Peter Reynolds · Ian O'Brien · Kevin Berry · David Dickson · Peter Tonkin*                                                                                   |
| 1968, Mexikóváros | Egyesült Államok (USA) · Charles Hickcox · Don McKenzie · Douglas Russell · Kenneth Walsh · Ronald Mills* · Chester Jastremski* · Carl Robie* · Don Schollander* | NDK (GDR) · Roland Matthes · Egon Henninger · Horst-Günther Gregor · Frank Wiegand                                                                              | Szovjetunió (URS) · Jurij Gromak · Vlagyimir Koszinszkij · Vlagyimir Nyemsilov · Leonid Iljicsev · Viktor Mazanov* · Nyikolaj Pankin* · Jurij Szuzdalcev* · Szergej Guszev*     |
| 1972, München     | Egyesült Államok (USA) · Michael Stamm · Tom Bruce · Mark Spitz · Jerry Heidenreich · Mitchell Ivey* · John Hencken* · Gary Hall* · David Fairbank*              | NDK (GDR) · Roland Matthes · Klaus Katzur · Hartmut Flöckner · Lutz Unger                                                                                       | Kanada (CAN) · Erik Fish · William Mahony · Bruce Robertson · Robert Kasting · William Kennedy*                                                                                 |
| 1976, Montréal    | Egyesült Államok (USA) · John Naber · John Hencken · Matt Vogel · Jim Montgomery · Peter Rocca* · Chris Woo* · Joe Bottom* · Jack Babashoff*                     | Kanada (CAN) · Stephen Pickell · Graham Smith · Clay Evans · Gary MacDonald · Bruce Robertson*                                                                  | NSZK (FRG) · Klaus Steinbach · Walter Kusch · Michael Kraus · Peter Nocke · Peter Lang* · Dirk Braunleder*                                                                      |
| 1980, Moszkva     | Ausztrália (AUS) · Mark Kerry · Peter Evans · Mark Tonelli · Neil Brooks · Glenn Patching*                                                                       | Szovjetunió (URS) · Viktor Kuznecov · Arsens Miskarovs · Jevgenyij Szeregyin · Szergej Kopljakov                                                                | Nagy-Britannia (GBR) · Gary Abraham · Duncan Goodhew · David Lowe · Martin Smith                                                                                                |
| 1984, Los Angeles | Egyesült Államok (USA) · Rick Carey · Steve Lundquist · Pablo Morales · Rowdy Gaines                                                                             | Kanada (CAN) · Mike West · Victor Davis · Tom Ponting · Sandy Goss                                                                                              | Ausztrália (AUS) · Mark Kerry · Peter Evans · Glenn Buchanan · Mark Stockwell                                                                                                   |
| 1988, Szöul       | Egyesült Államok (USA) · David Berkoff · Richard Schroeder · Matt Biondi · Chris Jacobs · Jay Mortenson* · Tom Jager*                                            | Kanada (CAN) · Mark Tewksbury · Victor Davis · Tom Ponting · Sandy Goss                                                                                         | Szovjetunió (URS) · Igor Poljanszkij · Dmitrij Volkov · Vadim Jaroscsuk · Gennagyij Prigoda · Szergej Zabolotnov* · Valerij Lozik* · Konsztantyin Petrov* · Nyikolaj Jevszejev* |
| 1992, Barcelona   | Egyesült Államok (USA) · Jeff Rouse · Nelson Diebel · Pablo Morales · Jon Olsen · David Berkoff* · Hans Dersch* · Melvin Stewart* · Matt Biondi*                 | Egyesített Csapat (EUN) · Vlagyimir Szelkov · Vaszilij Ivanov · Pavlo Hnikin · Alekszandr Popov · Vlagyimir Pisnyenko* · Vlagyiszlav Kulikov* · Dmitrij Volkov* | Kanada (CAN) · Mark Tewksbury · Jonathan Cleveland · Marcel Gery · Stephen Clarke · Tom Ponting*                                                                                |
| 1996, Atlanta     | Egyesült Államok (USA) · Jeff Rouse · Jeremy Linn · Mark Henderson · Gary Hall · Josh Davis · Kurt Grote · John Hargis · Tripp Schwenk                           | Oroszország (RUS) · Vlagyimir Szelkov · Sztanyiszlav Lopuhov · Gyenyisz Pankratov · Alekszandr Popov · Roman Ivanovszkij · Vlagyiszlav Kulikov · Roman Jegorov  | Ausztrália (AUS) · Phil Rogers · Michael Klim · Scott Miller · Steven Dewick · Toby Haenen                                                                                      |
| 2000, Sydney      | Egyesült Államok (USA) · Lenny Krayzelburg · Ed Moses · Ian Crocker · Gary Hall · Neil Walker · Tommy Hannan · Jason Lezak                                       | Ausztrália (AUS) · Matt Welsh · Regan Harrison · Geoff Huegill · Michael Klim · Josh Watson · Ryan Mitchell · Adam Pine · Ian Thorpe                            | Németország (GER) · Stev Theloke · Jens Kruppa · Thomas Rupprath · Torsten Spanneberg                                                                                           |
| 2004, Athén       | Egyesült Államok (USA) · Aaron Peirsol · Brendan Hansen · Ian Crocker · Jason Lezak · Lenny Krayzelburg · Mark Gangloff · Michael Phelps · Neil Walker           | Németország (GER) · Steffen Driesen · Jens Kruppa · Thomas Rupprath · Lars Conrad · Helge Meeuw                                                                 | Japán (JPN) · Morita Tomomi · Kitadzsima Kószuke · Jamamoto Takasi · Okumura Josihiro                                                                                           |
| 2008, Peking      | Egyesült Államok (USA) · Aaron Peirsol · Brendan Hansen · Michael Phelps · Jason Lezak · Matt Grevers · Mark Gangloff · Ian Crocker · Garrett Weber-Gale         | Ausztrália (AUS) · Hayden Stoeckel · Brenton Rickard · Andrew Lauterstein · Eamon Sullivan · Ashley Delaney · Christian Sprenger · Adam Pine · Matt Targett     | Japán (JPN) · Mijasita Dzsunicsi · Kitadzsima Kószuke · Fudzsii Takuro · Szató Hiszajosi                                                                                        |
| 2012, London      | Egyesült Államok (USA) · Matt Grevers · Brendan Hansen · Michael Phelps · Nathan Adrian · Nick Thoman* · Eric Shanteau* · Tyler McGill* · Cullen Jones*          | Japán (JPN) · Irie Rjószuke · Kitadzsima Kószuke · Macuda Takesi · Fudzsii Takuró                                                                               | Ausztrália (AUS) · Hayden Stoeckel · Christian Sprenger · Matt Targett · James Magnussen · Brenton Rickard* · Tommaso D’Orsogna*                                                |

### 10 km nyílt vízi
| Olimpia      | Arany                                     | Ezüst                               | Bronz                             |
| 2008, Peking | Maarten van der Weijden · Hollandia (NED) | David Davies · Nagy-Britannia (GBR) | Thomas Lurz · Németország (GER)   |
| 2012, London | Uszáma el-Mellúli · Tunézia (TUN)         | Thomas Lurz · Németország (GER)     | Richard Weinberger · Kanada (CAN) |

## Megszűnt versenyszámok

### 50 yard gyors
| Olimpia         | Arany                              | Ezüst                                | Bronz                                    |
| 1904, St. Louis | Halmay Zoltán · Magyarország (HUN) | Scott Leary · Egyesült Államok (USA) | Charles Daniels · Egyesült Államok (USA) |

### 100 méter gyors (matrózoknak)
| Olimpia     | Arany                                  | Ezüst                                  | Bronz                                  |
| 1896, Athén | Joánisz Malokínisz · Görögország (GRE) | Szpirídon Hazápisz · Görögország (GRE) | Dimítriosz Drívasz · Görögország (GRE) |

### 100 yard gyors
| Olimpia         | Arany                              | Ezüst                                    | Bronz                                |
| 1904, St. Louis | Halmay Zoltán · Magyarország (HUN) | Charles Daniels · Egyesült Államok (USA) | Scott Leary · Egyesült Államok (USA) |

### 220 yard gyors
| Olimpia         | Arany                                    | Ezüst                                   | Bronz                           |
| 1904, St. Louis | Charles Daniels · Egyesült Államok (USA) | Francis Gailey · Egyesült Államok (USA) | Emil Rausch · Németország (GER) |

### 440 yard gyors
| Olimpia         | Arany                                    | Ezüst                                   | Bronz                       |
| 1904, St. Louis | Charles Daniels · Egyesült Államok (USA) | Francis Gailey · Egyesült Államok (USA) | Otto Wahle · Ausztria (AUT) |

### 500 méter gyors
| Olimpia     | Arany                         | Ezüst                                  | Bronz                                     |
| 1896, Athén | Paul Neumann · Ausztria (AUT) | Andóniosz Pepanósz · Görögország (GRE) | Efsztáthiosz Horafász · Görögország (GRE) |

### 880 yard gyors
| Olimpia         | Arany                           | Ezüst                                   | Bronz                          |
| 1904, St. Louis | Emil Rausch · Németország (GER) | Francis Gailey · Egyesült Államok (USA) | Kiss Géza · Magyarország (HUN) |

### 1000 méter gyors
| Olimpia      | Arany                                     | Ezüst                       | Bronz                              |
| 1900, Párizs | John Arthur Jarvis · Nagy-Britannia (GBR) | Otto Wahle · Ausztria (AUT) | Halmay Zoltán · Magyarország (HUN) |

### 1200 méter gyors
| Olimpia     | Arany                             | Ezüst                              | Bronz                                     |
| 1896, Athén | Hajós Alfréd · Magyarország (HUN) | Joánisz Andréu · Görögország (GRE) | Efsztáthiosz Horafász · Görögország (GRE) |

### 1 mérföld gyors
| Olimpia         | Arany                           | Ezüst                          | Bronz                                   |
| 1904, St. Louis | Emil Rausch · Németország (GER) | Kiss Géza · Magyarország (HUN) | Francis Gailey · Egyesült Államok (USA) |

### 4000 méter gyors
| Olimpia      | Arany                                     | Ezüst                              | Bronz                              |
| 1900, Párizs | John Arthur Jarvis · Nagy-Britannia (GBR) | Halmay Zoltán · Magyarország (HUN) | Louis Martin · Franciaország (FRA) |

### 100 yard hát
| Olimpia         | Arany                            | Ezüst                              | Bronz                               |
| 1904, St. Louis | Walter Brack · Németország (GER) | Georg Hoffmann · Németország (GER) | Georg Zacharias · Németország (GER) |

### 400 méter mell
| Olimpia         | Arany                            | Ezüst                           | Bronz                                 |
| 1912, Stockholm | Walter Bathe · Németország (GER) | Thor Henning · Svédország (SWE) | Percy Courtman · Nagy-Britannia (GBR) |
| 1920, Antwerpen | Håkan Malmrot · Svédország (SWE) | Thor Henning · Svédország (SWE) | Arvo Aaltonen · Finnország (FIN)      |

### 440 yard mell
| Olimpia         | Arany                               | Ezüst                            | Bronz                                        |
| 1904, St. Louis | Georg Zacharias · Németország (GER) | Walter Brack · Németország (GER) | Henry Jamison Handy · Egyesült Államok (USA) |

### 5 × 40 méter gyorsváltó
| Olimpia      | Arany                                                                                                  | Ezüst                                                                                       | Bronz                                                                                      |
| 1900, Párizs | Németország (GER) · Ernst Hoppenberg · Max Hainle · Julius Frey · Max Schöne · Herbert von Petersdorff | Franciaország (FRA) · Maurice Hochepied · Victor Hochepied · Bertrand · Verbecke · M. Cadet | Franciaország (FRA) · Tartara · Louis Martin · Désiré Mérchez · Jean Leuilleux · P. Houben |

### 4 × 50 yard gyorsváltó
| Olimpia         | Arany                                                                                 | Ezüst                                                                                 | Bronz                                                                                        |
| 1904, St. Louis | Egyesült Államok (USA) · Joseph Ruddy · Leo Goodwin · Louis Handley · Charles Daniels | Egyesült Államok (USA) · David Hammond · William Tuttle · Hugo Goetz · Raymond Thorne | Egyesült Államok (USA) · Amedee Reyburn · Gwynne Evans · Marquard Schwarz · William Orthwein |

### 200 méter akadályúszás
| Olimpia      | Arany                             | Ezüst                       | Bronz                             |
| 1900, Párizs | Frederick Lane · Ausztrália (AUS) | Otto Wahle · Ausztria (AUT) | Peter Kemp · Nagy-Britannia (GBR) |

### 60 méter búvárúszás
| Olimpia      | Arany                                       | Ezüst                           | Bronz                         |
| 1900, Párizs | Charles de Vendeville · Franciaország (FRA) | André Six · Franciaország (FRA) | Peder Lykkeberg · Dánia (DEN) |